# Scott Fischer
Scott E. Fischer (Muskegon, 24 de dezembro de 1955 - Monte Everest, 11 de maio de 1996) foi um alpinista e guia de alta montanha norte-americano, e o primeiro norte-americano a subir ao topo do Lhotse (8516 m), a quarta montanha mais alta do mundo. Foi um dos chefes de expedição presentes no Monte Everest na trágica temporada de escaladas de 1996 juntamente com o guia de montanha Rob Hall, na qual ambos vieram a falecer, juntamente com alguns de seus clientes. Esta tragédia deu origem ao Best Seller No Ar Rarefeito, publicado no ano seguinte pelo escritor Jon Krakauer.

## Carreira
Fischer passou a sua infância em Michigan e Nova Jersey e estudou por dois anos em cursos de escalada depois de ter sido inspirado aos 14 anos de idade por um show que ele viu na televisão. Em 1982, ele e sua esposa, Jean Price, se mudaram para Seattle, Washington, onde tiveram dois filhos, Andy e Katie Rose.
Em 1984, Fischer formou sua própria companhia de aventura,  a Mountain Madness, que ele montou para orientar montanhistas aos cumes das montanhas mais altas do mundo. Em 1992, ao escalar o K2 com sucesso, participou do resgate de Chantal Mauduit, uma alpinista francesa que sofria de cegueira da neve (Snowblindness). A partir da temporada 1992, Fischer trouxe um novo nível de comercialismo para o montanhismo.
Fischer morreu no desastre de 1996 do monte Everest, no dia 10 de maio, uma das piores tragédias da história da escalada do Monte Everest. Fischer, Anatoli Boukreev, e Neal Beidleman guiavam seis de seus clientes, Dale Kruse, amigo pessoal de Fischer, e Pete Schoening tinham abortado sua subida devido às condições de saúde. Scott Fischer ainda teria auxiliado Kruse na descida do acampamento II até o acampamento base para receber tratamento. Todos os alpinistas conseguiram chegar Acampamento IV no Colo do Sul (7900 m ou 25.900 pés), com exceção Fischer.
Fischer alcançou o cume por volta das 15:45, tinha sérias dificuldades na descida devido a uma forte tempestade de neve. Estava acompanhado pelo sherpa Lopsang Jangbu, um dos guia nepalês, mas logo abaixo do cume sul, Fischer foi incapaz de continuar e finalmente convenceu Lopsang a descer sem ele. Lopsang o fez, na esperança de ser capaz de enviar alguém de volta com oxigênio adicional e ajudar Fischer para descer. Boukreev, depois de descer à frente de seus clientes no início do dia, fez várias tentativas para chegar até Fischer,  mas teve que voltar devido ao mau tempo, embora ele conseguiu resgatar várias outras pessoas presas na tempestade.

## Morte
Enquanto Boukreev estava resgatando os clientes Charlotte Fox e Sandy Pittman, dois sherpas foram enviados na tentativa de resgatar de Fischer e o líder da expedição de Taiwan Makalu Gau em torno de 19 horas do dia 11 de maio, mas por essa altura, Fischer já tinha morrido. Makalu Gau, embora tenha sofrido congelamentos, foi resgatado pelos sherpas.
Especula-se que Fischer tenha sofrido de uma forma avançada do mal de altitude, desencadeando edema cerebral ou pulmonar. Foi construído memorial para Scott Fischer, que pode ser encontrada no topo de uma colina chamada Dugla Pass, perto da aldeia de Dugla, na trilha para o acampamento base do Everest.
Todos os alpinistas que usam a rota do sul passam por um grupo de cinco corpos, entre eles um foi identificado como o de Fischer. Em maio de 2010, os corpos do alpinista suíço Gianni Goltz e do russo Sergej Duganow foram removidos. O corpo de Fischer permanece no local onde foi encontrado, de acordo com os desejos de sua família.
No filme Into Thin Air: Death on Everest, Fischer foi interpretado por Peter Horton. E no filme Everest, foi interpretado por Jake Gyllenhaal.